# 西中延
西中延（にしなかのぶ）は、東京都品川区の地名。現行行政地名は西中延一丁目から西中延三丁目。住居表示実施済区域。郵便番号は142-0054（集配局 : 荏原郵便局）。

## 地理
東京都品川区南西部に位置する。北辺は東京都道420号鮫洲大山線（26号線通り）に接し、これを境に平塚に接する。東部は中延に接する。南部は旗の台に接する。西部は中原街道に接し、これを境に荏原・旗の台にそれぞれ接する。中原街道沿いに高層建造物が見られるほかは、住宅地となっている。

### 地価
住宅地の地価は、2025年（令和7年）1月1日の公示地価によれば、西中延2-9-1の地点で84万2000円/m2となっている。

## 世帯数と人口
2023年（令和5年）1月1日現在（東京都発表）の世帯数と人口は以下の通りである。
| 丁目         | 世帯数    | 人口    |
| ------------ | --------- | ------- |
| 西中延一丁目 | 1,399世帯 | 2,243人 |
| 西中延二丁目 | 1,630世帯 | 2,943人 |
| 西中延三丁目 | 1,183世帯 | 2,200人 |
| 計           | 4,212世帯 | 7,386人 |

### 人口の変遷
国勢調査による人口の推移。
| 年                 | 人口  |
| ------------------ | ----- |
| 1995年（平成7年）  | 6,832 |
| 2000年（平成12年） | 7,118 |
| 2005年（平成17年） | 7,286 |
| 2010年（平成22年） | 7,019 |
| 2015年（平成27年） | 7,386 |
| 2020年（令和2年）  | 7,849 |

### 世帯数の変遷
国勢調査による世帯数の推移。
| 年                 | 世帯数 |
| ------------------ | ------ |
| 1995年（平成7年）  | 3,268  |
| 2000年（平成12年） | 3,580  |
| 2005年（平成17年） | 3,790  |
| 2010年（平成22年） | 3,751  |
| 2015年（平成27年） | 3,953  |
| 2020年（令和2年）  | 4,327  |

## 学区
区立小・中学校に通う場合、学区は以下の通りとなる（2020年4月時点）。
| 丁目         | 番地 | 小学校             | 中学校（2019年度入転学） | 中学校（2020年度入転学） |
| ------------ | ---- | ------------------ | ------------------------ | ------------------------ |
| 西中延一丁目 | 全域 | 品川区立中延小学校 | 品川区立荏原平塚学園     | 品川区立荏原平塚学園     |
| 西中延二丁目 | 全域 | 品川区立延山小学校 | 品川区立荏原平塚学園     | 品川区立荏原平塚学園     |
| 西中延三丁目 | 全域 | 品川区立延山小学校 | 品川区立荏原第五中学校   | 品川区立荏原平塚学園     |

## 産業

### 事業所
2021年（令和3年）現在の経済センサス調査による事業所数と従業員数は以下の通りである。
| 丁目         | 事業所数  | 従業員数 |
| ------------ | --------- | -------- |
| 西中延一丁目 | 85事業所  | 846人    |
| 西中延二丁目 | 103事業所 | 790人    |
| 西中延三丁目 | 34事業所  | 153人    |
| 計           | 222事業所 | 1,789人  |

### 事業者数の変遷
経済センサスによる事業所数の推移。
| 年                 | 事業者数 |
| ------------------ | -------- |
| 2016年（平成28年） | 253      |
| 2021年（令和3年）  | 222      |

### 従業員数の変遷
経済センサスによる従業員数の推移。
| 年                 | 従業員数 |
| ------------------ | -------- |
| 2016年（平成28年） | 1,880    |
| 2021年（令和3年）  | 1,789    |

## 交通

### 鉄道
南東部を東急池上線の線路が通っている。町域内に鉄道駅はないが、東に置かれた東急池上線荏原中延駅や東急大井町線・都営浅草線中延駅、あるいは南に置かれた東急池上線・東急大井町線旗の台駅や東急大井町線荏原町駅がそれぞれ利用可能である。

### 道路
- 荏原文化センター通り

## 施設
- 荏原税務署
- 昭和大学病院附属東病院 - 敷地の一部が町域内にあたる。中央棟や大学本部は隣接する旗の台に当たる。
- 荏原郵便局
- 品川区立延山小学校
- 社会福祉法人 三徳会 品川区立平塚橋特別養護老人ホーム
  - 平塚橋ゆうゆうプラザ - 「平塚ゆうゆうプラザ」は区内平塚に所在する別の施設。